# Разелм
Разе́лм, або Рази́м (рум. Razelm, Razim) — лиман на узбережжі Чорного моря, в Румунії на південь від дельти Дунаю). Антична назва водойми Альмирис (Halmyris), у Середні вікі відома як Янцина (рум. Iancina). Назва часто поширюється на всю групу лиманів Разелм-Сіное, з яких власне Разелм входить до північної групи прісноводних водойм разом із лиманом Головиця. Південна група охоплює солоні лимани, найвідоміший з яких Сіное.
Лиман Разелм є найбільшою водоймою із усієї групи. Його площа становить 394,30 км², в той час як площа всієї групи лиманів — 731 км². Максимальна глибина лиману становить 2,8 м.
Лиман вдається в сушу на 35 км. Озеро мілководне. Вода в Разимі опріснена водами Дунаю, що поступають по каналу Дранов з Георгіївського гирла.

## Географія
Разелм, як і вся група лиманів, є лиманом лагунного типу, що утворився із стародавньої морської затоки.
Вся група лиманів відокремлена від моря піщаною косою. До 1980 року лимани поєднувалися із морем двома прірвами: «Перетяжка» на півночі, і «Портиця» на півдні. Після закриття протоки Перетяжка лиман Разелм перетворився на прісне озеро завдяки надходженню дунайських прісних вод через Святогеоргієвське гирло і канали Дунавець і Дранов.

## Клімат
Клімат області помірно-континентальний клімат, сухий, з впливом моря. Середньорічна температура сягає близько 11 °C, опадів мало, 400–450 мм/рік.

## Острови
В озері є два невеликі острови
Popina island
Insula Besiricuţa
Також є острів 
Galbena island, Але він частково поєднаний з землею.
Також там є 2 маленьких острови без назви

## Фауна
Лиман багатий рибою, такою як сом, судак, короп, щука і ін.; водиться багато водплавних птахів.